# Démographie des Fidji

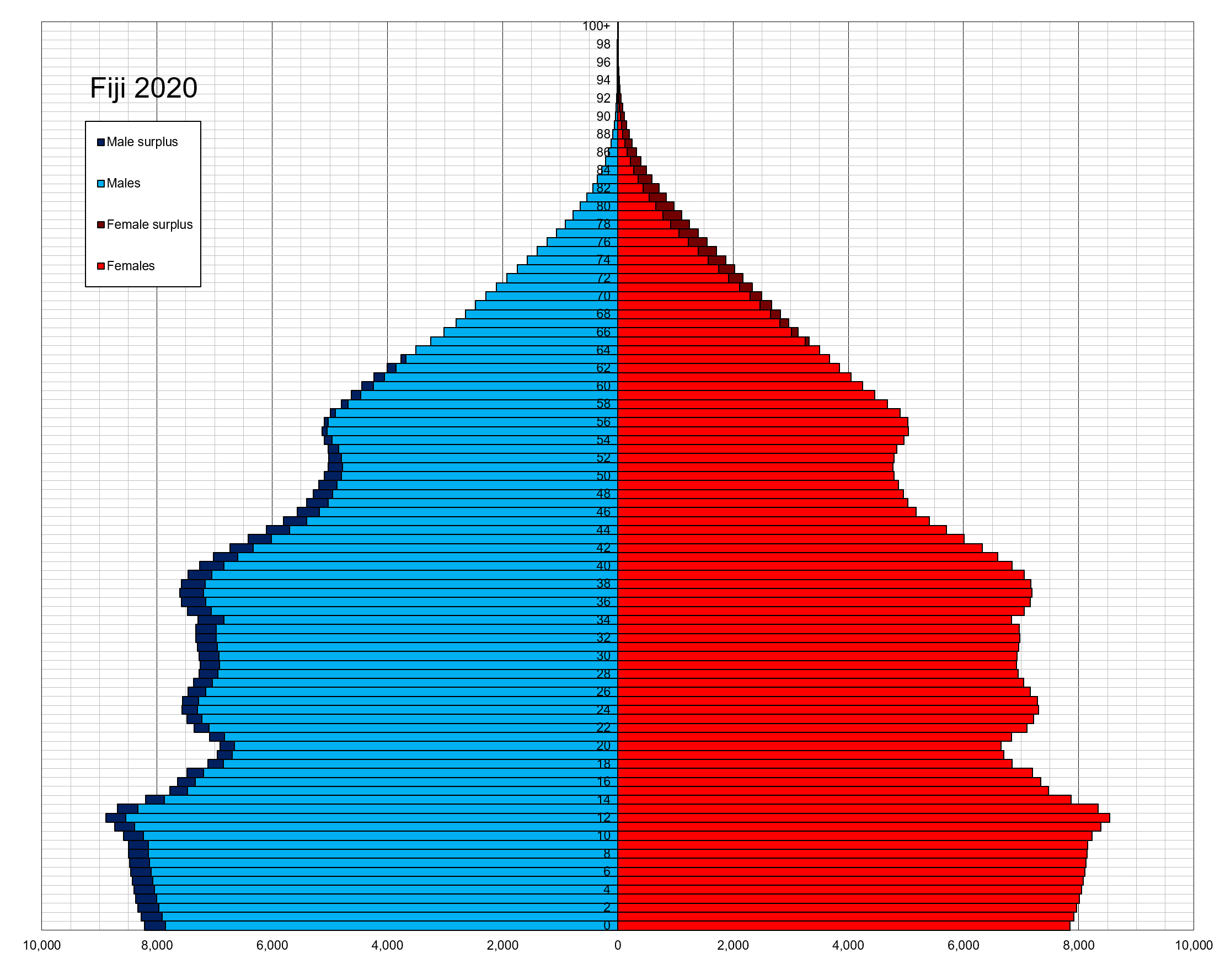
Pyramide des âges des Fidji

Cet article contient des statistiques sur la démographie des Fidji.
En juillet 2020, ce pays d'Océanie comptait 935 974 habitants, ce qui en fait le 4e pays le plus peuplé du continent.
La population des Fidji est plutôt jeune (un peu plus de 28 % de la population a moins de 15 ans). L'espérance de vie moyenne s'élève à 72,43 ans. Les principaux groupes ethniques représentés dans ce pays du Pacifique sont les Fidjiens. La minorité la plus importante sont les Indiens des Fidji : parmi eux on trouve une communauté tamoule.
Le solde migratoire est négatif (-6,75‰).
Beaucoup de Fidjiens sont chrétiens, pour la plupart méthodistes. Les cultes indigènes, dont le culte des ancêtres, ont été entièrement abandonnés. Hindous et les musulmans sont les autres communautés religieuses importantes.

## Sources
1. ↑  Indicateurs du World-Factbook publié par la CIA.
2. ↑  Le taux de variation de la population 2018 correspond à la somme du solde naturel 2018 et du solde migratoire 2018 divisée par la population au 1er janvier 2018.
3. ↑  Indicateurs du World-Factbook publié par la CIA.
4. ↑  L'indicateur conjoncturel de fécondité (ICF) pour 2018 est la somme des taux de fécondité par âge observés en 2018. Cet indicateur peut être interprété comme le nombre moyen d'enfants qu'aurait une génération fictive de femmes qui connaîtrait, tout au long de leur vie féconde, les taux de fécondité par âge observés en 2018. Il est exprimé en nombre d’enfants par femme. C’est un indicateur synthétique des taux de fécondité par âge de 2018.
5. ↑  Indicateurs du World-Factbook publié par la CIA.
6. ↑   Le taux de natalité 2018 est le rapport du nombre de naissances vivantes en 2018 à la population totale moyenne de 2018.
7. ↑  Indicateurs du World-Factbook publié par la CIA.
8. ↑   Le taux de mortalité 2018 est le rapport du nombre de décès, au cours de 2018, à la population moyenne de 2018.
9. ↑  Indicateurs du World-Factbook publié par la CIA.
10. ↑  Le taux de mortalité infantile est le rapport entre le nombre d'enfants décédés à moins d'un an et l'ensemble des enfants nés vivants.
11. ↑  L'espérance de vie à la naissance en 2018 est égale à la durée de vie moyenne d'une génération fictive qui connaîtrait tout au long de son existence les conditions de mortalité par âge de 2018. C'est un indicateur synthétique des taux de mortalité par âge de 2018.
12. ↑  L'âge médian est l'âge qui divise la population en deux groupes numériquement égaux, la moitié est plus jeune et l'autre moitié est plus âgée.
13. ↑  Jean Guiart, Les religions de l'Océanie, Presses universitaires de France, Paris 1962.

- Statistique de la CIA
- Statistique  de l’ONU